# پیلنیکوو
پیلنیکوو (به چکی: Pilníkov) یک منطقهٔ مسکونی و شهرستان دارای شهرک سابقاً روستا در جمهوری چک است که در منطقه تروتنوف واقع شده‌است. پیلنیکوو ۱٬۱۷۵ نفر جمعیت دارد.